# 大彼特拉山

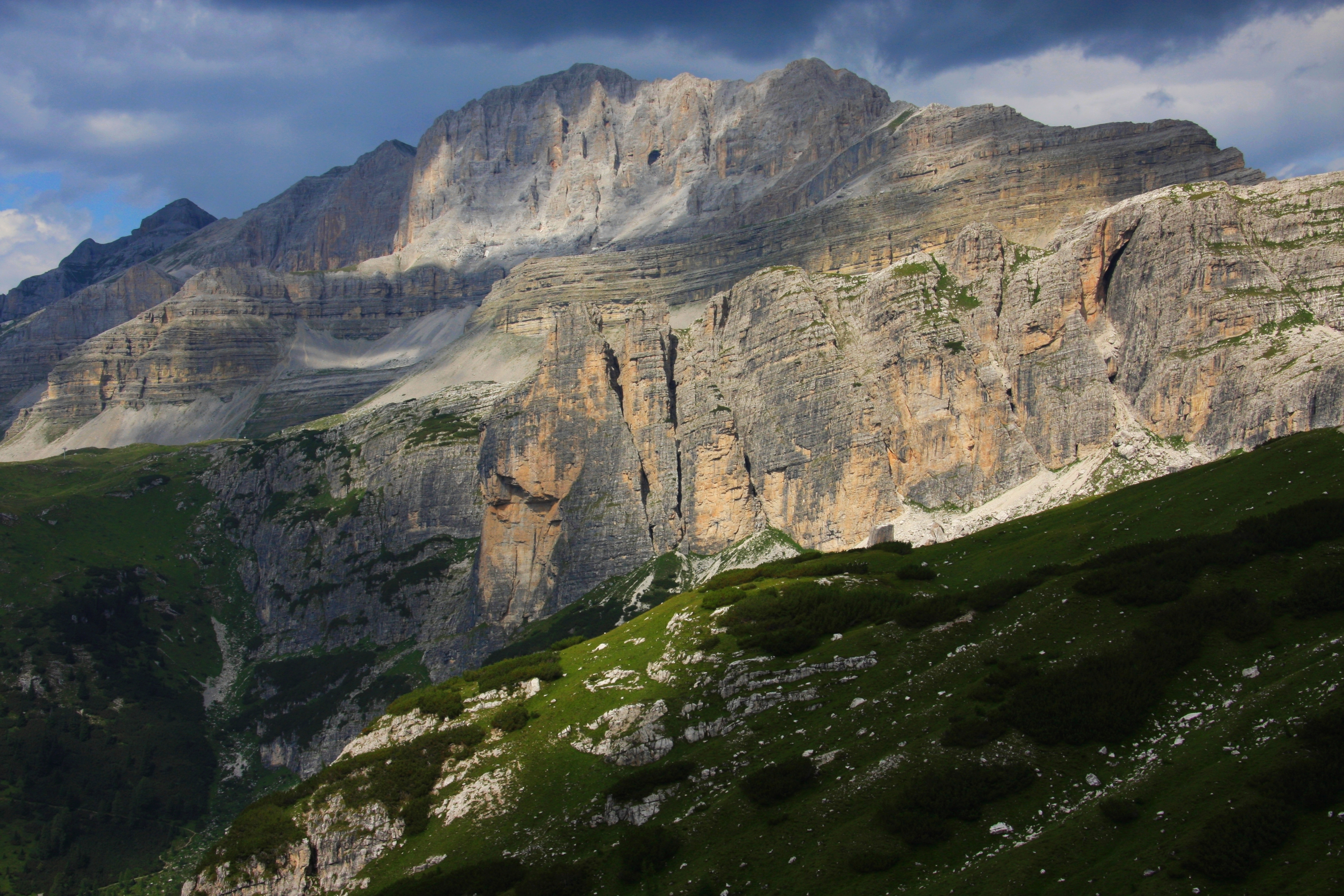

46°15′02″N 10°53′25″E / 46.25056°N 10.89028°E
大彼特拉山（義大利語：Cima Pietra Grande），是意大利的山峰，位於該國北部，由特倫托自治省負責管轄，屬於布倫塔山脈的一部分，海拔高度2,936米，人類在1883年7月14日首次登頂。